# Frank Healey
Francis (Frank) Healey (Londra, 19 novembre 1828 – Londra, 17 febbraio 1908) è stato un compositore di scacchi britannico.
È considerato uno dei più geniali problemisti della seconda metà dell'Ottocento. Compose problemi in tre e più mosse, molto apprezzati dai contemporanei.
Max Lange lo incluse nella prima classe come « Primus inter pares ». Infatti Healey si aggiudicò, con Konrad Bayer, i premi del concorso della rivista londinese « The Era » (Londra, 1857), organizzato da Loewenthal; il primo premio del concorso della British Problem Society a  Bristol nel 1861; i primi premi dei concorsi di Manchester 1857 e di Birmingham 1858.
Healey considerava la composizione scacchistica come una vera e propria arte, paragonandola alla poesia nel campo letterario. Nel suo libro ''A Collection of 200 Chess Problems (Londra, 1866) scrive:
« Problems are indeed the poetry of chess. The same depth of imagination, the same quick perception of the beautiful, the same fecundity of invention, which we demand from the poet, are to be found, under a different form, in the humble labours of the problematist. Surely, without pressing the analogy too far, we may say that the thirty-two pieces form the alphabet of the composer, while the Chess board is the paper, and the positions finally resulting may be fairly likened to so many stanzas. »
(I problemi sono veramente la poesia degli scacchi. La stessa profondità di immaginazione, la stessa rapida percezione della bellezza, la stessa fertilità d'invenzione che ci aspettiamo da un poeta sono ritrovabili, in forma diversa, negli umili lavori del problemista. Senza con questo spingere l'analogia troppo oltre, si può dire che i trentadue pezzi degli scacchi sono l'alfabeto del compositore, mentre la scacchiera è il foglio di carta, e le posizioni che ne derivano possono essere paragonate ai versi creati da tanti poeti).

## Il tema Bristol
Il suo nome è legato a una manovra che presentò in un tre mosse del torneo problemistico di Bristol del 1861, nota come tema Bristol: « un pezzo viene spostato lungo una linea allo scopo di oltrepassare una casa (casa critica) che dovrà essere sorpassata da un pezzo di uguale colore, percorrendo la stessa linea nella stessa direzione (apertura di linea). »
Healey presentò due problemi in tre mosse, due in quattro mosse e uno in cinque mosse, ma quello che tolse ogni dubbio ai giudici per l'assegnazione del primo premio fu il seguente:
|   | a | b | c | d | e | f | g | h |   |
| 8 | b7 cavallo del nero · f7 cavallo del bianco · g7 pedone del nero · b6 cavallo del bianco · g6 donna del bianco · b5 alfiere del nero · c5 re del nero · d5 pedone del bianco · a4 pedone del nero · c4 pedone del nero · f4 pedone del nero · a3 pedone del bianco · c3 pedone del bianco · f3 torre del bianco · d2 pedone del bianco · g2 pedone del bianco · h2 re del bianco · a1 alfiere del bianco · d1 torre del bianco | b7 cavallo del nero · f7 cavallo del bianco · g7 pedone del nero · b6 cavallo del bianco · g6 donna del bianco · b5 alfiere del nero · c5 re del nero · d5 pedone del bianco · a4 pedone del nero · c4 pedone del nero · f4 pedone del nero · a3 pedone del bianco · c3 pedone del bianco · f3 torre del bianco · d2 pedone del bianco · g2 pedone del bianco · h2 re del bianco · a1 alfiere del bianco · d1 torre del bianco | b7 cavallo del nero · f7 cavallo del bianco · g7 pedone del nero · b6 cavallo del bianco · g6 donna del bianco · b5 alfiere del nero · c5 re del nero · d5 pedone del bianco · a4 pedone del nero · c4 pedone del nero · f4 pedone del nero · a3 pedone del bianco · c3 pedone del bianco · f3 torre del bianco · d2 pedone del bianco · g2 pedone del bianco · h2 re del bianco · a1 alfiere del bianco · d1 torre del bianco | b7 cavallo del nero · f7 cavallo del bianco · g7 pedone del nero · b6 cavallo del bianco · g6 donna del bianco · b5 alfiere del nero · c5 re del nero · d5 pedone del bianco · a4 pedone del nero · c4 pedone del nero · f4 pedone del nero · a3 pedone del bianco · c3 pedone del bianco · f3 torre del bianco · d2 pedone del bianco · g2 pedone del bianco · h2 re del bianco · a1 alfiere del bianco · d1 torre del bianco | b7 cavallo del nero · f7 cavallo del bianco · g7 pedone del nero · b6 cavallo del bianco · g6 donna del bianco · b5 alfiere del nero · c5 re del nero · d5 pedone del bianco · a4 pedone del nero · c4 pedone del nero · f4 pedone del nero · a3 pedone del bianco · c3 pedone del bianco · f3 torre del bianco · d2 pedone del bianco · g2 pedone del bianco · h2 re del bianco · a1 alfiere del bianco · d1 torre del bianco | b7 cavallo del nero · f7 cavallo del bianco · g7 pedone del nero · b6 cavallo del bianco · g6 donna del bianco · b5 alfiere del nero · c5 re del nero · d5 pedone del bianco · a4 pedone del nero · c4 pedone del nero · f4 pedone del nero · a3 pedone del bianco · c3 pedone del bianco · f3 torre del bianco · d2 pedone del bianco · g2 pedone del bianco · h2 re del bianco · a1 alfiere del bianco · d1 torre del bianco | b7 cavallo del nero · f7 cavallo del bianco · g7 pedone del nero · b6 cavallo del bianco · g6 donna del bianco · b5 alfiere del nero · c5 re del nero · d5 pedone del bianco · a4 pedone del nero · c4 pedone del nero · f4 pedone del nero · a3 pedone del bianco · c3 pedone del bianco · f3 torre del bianco · d2 pedone del bianco · g2 pedone del bianco · h2 re del bianco · a1 alfiere del bianco · d1 torre del bianco | b7 cavallo del nero · f7 cavallo del bianco · g7 pedone del nero · b6 cavallo del bianco · g6 donna del bianco · b5 alfiere del nero · c5 re del nero · d5 pedone del bianco · a4 pedone del nero · c4 pedone del nero · f4 pedone del nero · a3 pedone del bianco · c3 pedone del bianco · f3 torre del bianco · d2 pedone del bianco · g2 pedone del bianco · h2 re del bianco · a1 alfiere del bianco · d1 torre del bianco | 8 |
| 7 | b7 cavallo del nero · f7 cavallo del bianco · g7 pedone del nero · b6 cavallo del bianco · g6 donna del bianco · b5 alfiere del nero · c5 re del nero · d5 pedone del bianco · a4 pedone del nero · c4 pedone del nero · f4 pedone del nero · a3 pedone del bianco · c3 pedone del bianco · f3 torre del bianco · d2 pedone del bianco · g2 pedone del bianco · h2 re del bianco · a1 alfiere del bianco · d1 torre del bianco | b7 cavallo del nero · f7 cavallo del bianco · g7 pedone del nero · b6 cavallo del bianco · g6 donna del bianco · b5 alfiere del nero · c5 re del nero · d5 pedone del bianco · a4 pedone del nero · c4 pedone del nero · f4 pedone del nero · a3 pedone del bianco · c3 pedone del bianco · f3 torre del bianco · d2 pedone del bianco · g2 pedone del bianco · h2 re del bianco · a1 alfiere del bianco · d1 torre del bianco | b7 cavallo del nero · f7 cavallo del bianco · g7 pedone del nero · b6 cavallo del bianco · g6 donna del bianco · b5 alfiere del nero · c5 re del nero · d5 pedone del bianco · a4 pedone del nero · c4 pedone del nero · f4 pedone del nero · a3 pedone del bianco · c3 pedone del bianco · f3 torre del bianco · d2 pedone del bianco · g2 pedone del bianco · h2 re del bianco · a1 alfiere del bianco · d1 torre del bianco | b7 cavallo del nero · f7 cavallo del bianco · g7 pedone del nero · b6 cavallo del bianco · g6 donna del bianco · b5 alfiere del nero · c5 re del nero · d5 pedone del bianco · a4 pedone del nero · c4 pedone del nero · f4 pedone del nero · a3 pedone del bianco · c3 pedone del bianco · f3 torre del bianco · d2 pedone del bianco · g2 pedone del bianco · h2 re del bianco · a1 alfiere del bianco · d1 torre del bianco | b7 cavallo del nero · f7 cavallo del bianco · g7 pedone del nero · b6 cavallo del bianco · g6 donna del bianco · b5 alfiere del nero · c5 re del nero · d5 pedone del bianco · a4 pedone del nero · c4 pedone del nero · f4 pedone del nero · a3 pedone del bianco · c3 pedone del bianco · f3 torre del bianco · d2 pedone del bianco · g2 pedone del bianco · h2 re del bianco · a1 alfiere del bianco · d1 torre del bianco | b7 cavallo del nero · f7 cavallo del bianco · g7 pedone del nero · b6 cavallo del bianco · g6 donna del bianco · b5 alfiere del nero · c5 re del nero · d5 pedone del bianco · a4 pedone del nero · c4 pedone del nero · f4 pedone del nero · a3 pedone del bianco · c3 pedone del bianco · f3 torre del bianco · d2 pedone del bianco · g2 pedone del bianco · h2 re del bianco · a1 alfiere del bianco · d1 torre del bianco | b7 cavallo del nero · f7 cavallo del bianco · g7 pedone del nero · b6 cavallo del bianco · g6 donna del bianco · b5 alfiere del nero · c5 re del nero · d5 pedone del bianco · a4 pedone del nero · c4 pedone del nero · f4 pedone del nero · a3 pedone del bianco · c3 pedone del bianco · f3 torre del bianco · d2 pedone del bianco · g2 pedone del bianco · h2 re del bianco · a1 alfiere del bianco · d1 torre del bianco | b7 cavallo del nero · f7 cavallo del bianco · g7 pedone del nero · b6 cavallo del bianco · g6 donna del bianco · b5 alfiere del nero · c5 re del nero · d5 pedone del bianco · a4 pedone del nero · c4 pedone del nero · f4 pedone del nero · a3 pedone del bianco · c3 pedone del bianco · f3 torre del bianco · d2 pedone del bianco · g2 pedone del bianco · h2 re del bianco · a1 alfiere del bianco · d1 torre del bianco | 7 |
| 6 | b7 cavallo del nero · f7 cavallo del bianco · g7 pedone del nero · b6 cavallo del bianco · g6 donna del bianco · b5 alfiere del nero · c5 re del nero · d5 pedone del bianco · a4 pedone del nero · c4 pedone del nero · f4 pedone del nero · a3 pedone del bianco · c3 pedone del bianco · f3 torre del bianco · d2 pedone del bianco · g2 pedone del bianco · h2 re del bianco · a1 alfiere del bianco · d1 torre del bianco | b7 cavallo del nero · f7 cavallo del bianco · g7 pedone del nero · b6 cavallo del bianco · g6 donna del bianco · b5 alfiere del nero · c5 re del nero · d5 pedone del bianco · a4 pedone del nero · c4 pedone del nero · f4 pedone del nero · a3 pedone del bianco · c3 pedone del bianco · f3 torre del bianco · d2 pedone del bianco · g2 pedone del bianco · h2 re del bianco · a1 alfiere del bianco · d1 torre del bianco | b7 cavallo del nero · f7 cavallo del bianco · g7 pedone del nero · b6 cavallo del bianco · g6 donna del bianco · b5 alfiere del nero · c5 re del nero · d5 pedone del bianco · a4 pedone del nero · c4 pedone del nero · f4 pedone del nero · a3 pedone del bianco · c3 pedone del bianco · f3 torre del bianco · d2 pedone del bianco · g2 pedone del bianco · h2 re del bianco · a1 alfiere del bianco · d1 torre del bianco | b7 cavallo del nero · f7 cavallo del bianco · g7 pedone del nero · b6 cavallo del bianco · g6 donna del bianco · b5 alfiere del nero · c5 re del nero · d5 pedone del bianco · a4 pedone del nero · c4 pedone del nero · f4 pedone del nero · a3 pedone del bianco · c3 pedone del bianco · f3 torre del bianco · d2 pedone del bianco · g2 pedone del bianco · h2 re del bianco · a1 alfiere del bianco · d1 torre del bianco | b7 cavallo del nero · f7 cavallo del bianco · g7 pedone del nero · b6 cavallo del bianco · g6 donna del bianco · b5 alfiere del nero · c5 re del nero · d5 pedone del bianco · a4 pedone del nero · c4 pedone del nero · f4 pedone del nero · a3 pedone del bianco · c3 pedone del bianco · f3 torre del bianco · d2 pedone del bianco · g2 pedone del bianco · h2 re del bianco · a1 alfiere del bianco · d1 torre del bianco | b7 cavallo del nero · f7 cavallo del bianco · g7 pedone del nero · b6 cavallo del bianco · g6 donna del bianco · b5 alfiere del nero · c5 re del nero · d5 pedone del bianco · a4 pedone del nero · c4 pedone del nero · f4 pedone del nero · a3 pedone del bianco · c3 pedone del bianco · f3 torre del bianco · d2 pedone del bianco · g2 pedone del bianco · h2 re del bianco · a1 alfiere del bianco · d1 torre del bianco | b7 cavallo del nero · f7 cavallo del bianco · g7 pedone del nero · b6 cavallo del bianco · g6 donna del bianco · b5 alfiere del nero · c5 re del nero · d5 pedone del bianco · a4 pedone del nero · c4 pedone del nero · f4 pedone del nero · a3 pedone del bianco · c3 pedone del bianco · f3 torre del bianco · d2 pedone del bianco · g2 pedone del bianco · h2 re del bianco · a1 alfiere del bianco · d1 torre del bianco | b7 cavallo del nero · f7 cavallo del bianco · g7 pedone del nero · b6 cavallo del bianco · g6 donna del bianco · b5 alfiere del nero · c5 re del nero · d5 pedone del bianco · a4 pedone del nero · c4 pedone del nero · f4 pedone del nero · a3 pedone del bianco · c3 pedone del bianco · f3 torre del bianco · d2 pedone del bianco · g2 pedone del bianco · h2 re del bianco · a1 alfiere del bianco · d1 torre del bianco | 6 |
| 5 | b7 cavallo del nero · f7 cavallo del bianco · g7 pedone del nero · b6 cavallo del bianco · g6 donna del bianco · b5 alfiere del nero · c5 re del nero · d5 pedone del bianco · a4 pedone del nero · c4 pedone del nero · f4 pedone del nero · a3 pedone del bianco · c3 pedone del bianco · f3 torre del bianco · d2 pedone del bianco · g2 pedone del bianco · h2 re del bianco · a1 alfiere del bianco · d1 torre del bianco | b7 cavallo del nero · f7 cavallo del bianco · g7 pedone del nero · b6 cavallo del bianco · g6 donna del bianco · b5 alfiere del nero · c5 re del nero · d5 pedone del bianco · a4 pedone del nero · c4 pedone del nero · f4 pedone del nero · a3 pedone del bianco · c3 pedone del bianco · f3 torre del bianco · d2 pedone del bianco · g2 pedone del bianco · h2 re del bianco · a1 alfiere del bianco · d1 torre del bianco | b7 cavallo del nero · f7 cavallo del bianco · g7 pedone del nero · b6 cavallo del bianco · g6 donna del bianco · b5 alfiere del nero · c5 re del nero · d5 pedone del bianco · a4 pedone del nero · c4 pedone del nero · f4 pedone del nero · a3 pedone del bianco · c3 pedone del bianco · f3 torre del bianco · d2 pedone del bianco · g2 pedone del bianco · h2 re del bianco · a1 alfiere del bianco · d1 torre del bianco | b7 cavallo del nero · f7 cavallo del bianco · g7 pedone del nero · b6 cavallo del bianco · g6 donna del bianco · b5 alfiere del nero · c5 re del nero · d5 pedone del bianco · a4 pedone del nero · c4 pedone del nero · f4 pedone del nero · a3 pedone del bianco · c3 pedone del bianco · f3 torre del bianco · d2 pedone del bianco · g2 pedone del bianco · h2 re del bianco · a1 alfiere del bianco · d1 torre del bianco | b7 cavallo del nero · f7 cavallo del bianco · g7 pedone del nero · b6 cavallo del bianco · g6 donna del bianco · b5 alfiere del nero · c5 re del nero · d5 pedone del bianco · a4 pedone del nero · c4 pedone del nero · f4 pedone del nero · a3 pedone del bianco · c3 pedone del bianco · f3 torre del bianco · d2 pedone del bianco · g2 pedone del bianco · h2 re del bianco · a1 alfiere del bianco · d1 torre del bianco | b7 cavallo del nero · f7 cavallo del bianco · g7 pedone del nero · b6 cavallo del bianco · g6 donna del bianco · b5 alfiere del nero · c5 re del nero · d5 pedone del bianco · a4 pedone del nero · c4 pedone del nero · f4 pedone del nero · a3 pedone del bianco · c3 pedone del bianco · f3 torre del bianco · d2 pedone del bianco · g2 pedone del bianco · h2 re del bianco · a1 alfiere del bianco · d1 torre del bianco | b7 cavallo del nero · f7 cavallo del bianco · g7 pedone del nero · b6 cavallo del bianco · g6 donna del bianco · b5 alfiere del nero · c5 re del nero · d5 pedone del bianco · a4 pedone del nero · c4 pedone del nero · f4 pedone del nero · a3 pedone del bianco · c3 pedone del bianco · f3 torre del bianco · d2 pedone del bianco · g2 pedone del bianco · h2 re del bianco · a1 alfiere del bianco · d1 torre del bianco | b7 cavallo del nero · f7 cavallo del bianco · g7 pedone del nero · b6 cavallo del bianco · g6 donna del bianco · b5 alfiere del nero · c5 re del nero · d5 pedone del bianco · a4 pedone del nero · c4 pedone del nero · f4 pedone del nero · a3 pedone del bianco · c3 pedone del bianco · f3 torre del bianco · d2 pedone del bianco · g2 pedone del bianco · h2 re del bianco · a1 alfiere del bianco · d1 torre del bianco | 5 |
| 4 | b7 cavallo del nero · f7 cavallo del bianco · g7 pedone del nero · b6 cavallo del bianco · g6 donna del bianco · b5 alfiere del nero · c5 re del nero · d5 pedone del bianco · a4 pedone del nero · c4 pedone del nero · f4 pedone del nero · a3 pedone del bianco · c3 pedone del bianco · f3 torre del bianco · d2 pedone del bianco · g2 pedone del bianco · h2 re del bianco · a1 alfiere del bianco · d1 torre del bianco | b7 cavallo del nero · f7 cavallo del bianco · g7 pedone del nero · b6 cavallo del bianco · g6 donna del bianco · b5 alfiere del nero · c5 re del nero · d5 pedone del bianco · a4 pedone del nero · c4 pedone del nero · f4 pedone del nero · a3 pedone del bianco · c3 pedone del bianco · f3 torre del bianco · d2 pedone del bianco · g2 pedone del bianco · h2 re del bianco · a1 alfiere del bianco · d1 torre del bianco | b7 cavallo del nero · f7 cavallo del bianco · g7 pedone del nero · b6 cavallo del bianco · g6 donna del bianco · b5 alfiere del nero · c5 re del nero · d5 pedone del bianco · a4 pedone del nero · c4 pedone del nero · f4 pedone del nero · a3 pedone del bianco · c3 pedone del bianco · f3 torre del bianco · d2 pedone del bianco · g2 pedone del bianco · h2 re del bianco · a1 alfiere del bianco · d1 torre del bianco | b7 cavallo del nero · f7 cavallo del bianco · g7 pedone del nero · b6 cavallo del bianco · g6 donna del bianco · b5 alfiere del nero · c5 re del nero · d5 pedone del bianco · a4 pedone del nero · c4 pedone del nero · f4 pedone del nero · a3 pedone del bianco · c3 pedone del bianco · f3 torre del bianco · d2 pedone del bianco · g2 pedone del bianco · h2 re del bianco · a1 alfiere del bianco · d1 torre del bianco | b7 cavallo del nero · f7 cavallo del bianco · g7 pedone del nero · b6 cavallo del bianco · g6 donna del bianco · b5 alfiere del nero · c5 re del nero · d5 pedone del bianco · a4 pedone del nero · c4 pedone del nero · f4 pedone del nero · a3 pedone del bianco · c3 pedone del bianco · f3 torre del bianco · d2 pedone del bianco · g2 pedone del bianco · h2 re del bianco · a1 alfiere del bianco · d1 torre del bianco | b7 cavallo del nero · f7 cavallo del bianco · g7 pedone del nero · b6 cavallo del bianco · g6 donna del bianco · b5 alfiere del nero · c5 re del nero · d5 pedone del bianco · a4 pedone del nero · c4 pedone del nero · f4 pedone del nero · a3 pedone del bianco · c3 pedone del bianco · f3 torre del bianco · d2 pedone del bianco · g2 pedone del bianco · h2 re del bianco · a1 alfiere del bianco · d1 torre del bianco | b7 cavallo del nero · f7 cavallo del bianco · g7 pedone del nero · b6 cavallo del bianco · g6 donna del bianco · b5 alfiere del nero · c5 re del nero · d5 pedone del bianco · a4 pedone del nero · c4 pedone del nero · f4 pedone del nero · a3 pedone del bianco · c3 pedone del bianco · f3 torre del bianco · d2 pedone del bianco · g2 pedone del bianco · h2 re del bianco · a1 alfiere del bianco · d1 torre del bianco | b7 cavallo del nero · f7 cavallo del bianco · g7 pedone del nero · b6 cavallo del bianco · g6 donna del bianco · b5 alfiere del nero · c5 re del nero · d5 pedone del bianco · a4 pedone del nero · c4 pedone del nero · f4 pedone del nero · a3 pedone del bianco · c3 pedone del bianco · f3 torre del bianco · d2 pedone del bianco · g2 pedone del bianco · h2 re del bianco · a1 alfiere del bianco · d1 torre del bianco | 4 |
| 3 | b7 cavallo del nero · f7 cavallo del bianco · g7 pedone del nero · b6 cavallo del bianco · g6 donna del bianco · b5 alfiere del nero · c5 re del nero · d5 pedone del bianco · a4 pedone del nero · c4 pedone del nero · f4 pedone del nero · a3 pedone del bianco · c3 pedone del bianco · f3 torre del bianco · d2 pedone del bianco · g2 pedone del bianco · h2 re del bianco · a1 alfiere del bianco · d1 torre del bianco | b7 cavallo del nero · f7 cavallo del bianco · g7 pedone del nero · b6 cavallo del bianco · g6 donna del bianco · b5 alfiere del nero · c5 re del nero · d5 pedone del bianco · a4 pedone del nero · c4 pedone del nero · f4 pedone del nero · a3 pedone del bianco · c3 pedone del bianco · f3 torre del bianco · d2 pedone del bianco · g2 pedone del bianco · h2 re del bianco · a1 alfiere del bianco · d1 torre del bianco | b7 cavallo del nero · f7 cavallo del bianco · g7 pedone del nero · b6 cavallo del bianco · g6 donna del bianco · b5 alfiere del nero · c5 re del nero · d5 pedone del bianco · a4 pedone del nero · c4 pedone del nero · f4 pedone del nero · a3 pedone del bianco · c3 pedone del bianco · f3 torre del bianco · d2 pedone del bianco · g2 pedone del bianco · h2 re del bianco · a1 alfiere del bianco · d1 torre del bianco | b7 cavallo del nero · f7 cavallo del bianco · g7 pedone del nero · b6 cavallo del bianco · g6 donna del bianco · b5 alfiere del nero · c5 re del nero · d5 pedone del bianco · a4 pedone del nero · c4 pedone del nero · f4 pedone del nero · a3 pedone del bianco · c3 pedone del bianco · f3 torre del bianco · d2 pedone del bianco · g2 pedone del bianco · h2 re del bianco · a1 alfiere del bianco · d1 torre del bianco | b7 cavallo del nero · f7 cavallo del bianco · g7 pedone del nero · b6 cavallo del bianco · g6 donna del bianco · b5 alfiere del nero · c5 re del nero · d5 pedone del bianco · a4 pedone del nero · c4 pedone del nero · f4 pedone del nero · a3 pedone del bianco · c3 pedone del bianco · f3 torre del bianco · d2 pedone del bianco · g2 pedone del bianco · h2 re del bianco · a1 alfiere del bianco · d1 torre del bianco | b7 cavallo del nero · f7 cavallo del bianco · g7 pedone del nero · b6 cavallo del bianco · g6 donna del bianco · b5 alfiere del nero · c5 re del nero · d5 pedone del bianco · a4 pedone del nero · c4 pedone del nero · f4 pedone del nero · a3 pedone del bianco · c3 pedone del bianco · f3 torre del bianco · d2 pedone del bianco · g2 pedone del bianco · h2 re del bianco · a1 alfiere del bianco · d1 torre del bianco | b7 cavallo del nero · f7 cavallo del bianco · g7 pedone del nero · b6 cavallo del bianco · g6 donna del bianco · b5 alfiere del nero · c5 re del nero · d5 pedone del bianco · a4 pedone del nero · c4 pedone del nero · f4 pedone del nero · a3 pedone del bianco · c3 pedone del bianco · f3 torre del bianco · d2 pedone del bianco · g2 pedone del bianco · h2 re del bianco · a1 alfiere del bianco · d1 torre del bianco | b7 cavallo del nero · f7 cavallo del bianco · g7 pedone del nero · b6 cavallo del bianco · g6 donna del bianco · b5 alfiere del nero · c5 re del nero · d5 pedone del bianco · a4 pedone del nero · c4 pedone del nero · f4 pedone del nero · a3 pedone del bianco · c3 pedone del bianco · f3 torre del bianco · d2 pedone del bianco · g2 pedone del bianco · h2 re del bianco · a1 alfiere del bianco · d1 torre del bianco | 3 |
| 2 | b7 cavallo del nero · f7 cavallo del bianco · g7 pedone del nero · b6 cavallo del bianco · g6 donna del bianco · b5 alfiere del nero · c5 re del nero · d5 pedone del bianco · a4 pedone del nero · c4 pedone del nero · f4 pedone del nero · a3 pedone del bianco · c3 pedone del bianco · f3 torre del bianco · d2 pedone del bianco · g2 pedone del bianco · h2 re del bianco · a1 alfiere del bianco · d1 torre del bianco | b7 cavallo del nero · f7 cavallo del bianco · g7 pedone del nero · b6 cavallo del bianco · g6 donna del bianco · b5 alfiere del nero · c5 re del nero · d5 pedone del bianco · a4 pedone del nero · c4 pedone del nero · f4 pedone del nero · a3 pedone del bianco · c3 pedone del bianco · f3 torre del bianco · d2 pedone del bianco · g2 pedone del bianco · h2 re del bianco · a1 alfiere del bianco · d1 torre del bianco | b7 cavallo del nero · f7 cavallo del bianco · g7 pedone del nero · b6 cavallo del bianco · g6 donna del bianco · b5 alfiere del nero · c5 re del nero · d5 pedone del bianco · a4 pedone del nero · c4 pedone del nero · f4 pedone del nero · a3 pedone del bianco · c3 pedone del bianco · f3 torre del bianco · d2 pedone del bianco · g2 pedone del bianco · h2 re del bianco · a1 alfiere del bianco · d1 torre del bianco | b7 cavallo del nero · f7 cavallo del bianco · g7 pedone del nero · b6 cavallo del bianco · g6 donna del bianco · b5 alfiere del nero · c5 re del nero · d5 pedone del bianco · a4 pedone del nero · c4 pedone del nero · f4 pedone del nero · a3 pedone del bianco · c3 pedone del bianco · f3 torre del bianco · d2 pedone del bianco · g2 pedone del bianco · h2 re del bianco · a1 alfiere del bianco · d1 torre del bianco | b7 cavallo del nero · f7 cavallo del bianco · g7 pedone del nero · b6 cavallo del bianco · g6 donna del bianco · b5 alfiere del nero · c5 re del nero · d5 pedone del bianco · a4 pedone del nero · c4 pedone del nero · f4 pedone del nero · a3 pedone del bianco · c3 pedone del bianco · f3 torre del bianco · d2 pedone del bianco · g2 pedone del bianco · h2 re del bianco · a1 alfiere del bianco · d1 torre del bianco | b7 cavallo del nero · f7 cavallo del bianco · g7 pedone del nero · b6 cavallo del bianco · g6 donna del bianco · b5 alfiere del nero · c5 re del nero · d5 pedone del bianco · a4 pedone del nero · c4 pedone del nero · f4 pedone del nero · a3 pedone del bianco · c3 pedone del bianco · f3 torre del bianco · d2 pedone del bianco · g2 pedone del bianco · h2 re del bianco · a1 alfiere del bianco · d1 torre del bianco | b7 cavallo del nero · f7 cavallo del bianco · g7 pedone del nero · b6 cavallo del bianco · g6 donna del bianco · b5 alfiere del nero · c5 re del nero · d5 pedone del bianco · a4 pedone del nero · c4 pedone del nero · f4 pedone del nero · a3 pedone del bianco · c3 pedone del bianco · f3 torre del bianco · d2 pedone del bianco · g2 pedone del bianco · h2 re del bianco · a1 alfiere del bianco · d1 torre del bianco | b7 cavallo del nero · f7 cavallo del bianco · g7 pedone del nero · b6 cavallo del bianco · g6 donna del bianco · b5 alfiere del nero · c5 re del nero · d5 pedone del bianco · a4 pedone del nero · c4 pedone del nero · f4 pedone del nero · a3 pedone del bianco · c3 pedone del bianco · f3 torre del bianco · d2 pedone del bianco · g2 pedone del bianco · h2 re del bianco · a1 alfiere del bianco · d1 torre del bianco | 2 |
| 1 | b7 cavallo del nero · f7 cavallo del bianco · g7 pedone del nero · b6 cavallo del bianco · g6 donna del bianco · b5 alfiere del nero · c5 re del nero · d5 pedone del bianco · a4 pedone del nero · c4 pedone del nero · f4 pedone del nero · a3 pedone del bianco · c3 pedone del bianco · f3 torre del bianco · d2 pedone del bianco · g2 pedone del bianco · h2 re del bianco · a1 alfiere del bianco · d1 torre del bianco | b7 cavallo del nero · f7 cavallo del bianco · g7 pedone del nero · b6 cavallo del bianco · g6 donna del bianco · b5 alfiere del nero · c5 re del nero · d5 pedone del bianco · a4 pedone del nero · c4 pedone del nero · f4 pedone del nero · a3 pedone del bianco · c3 pedone del bianco · f3 torre del bianco · d2 pedone del bianco · g2 pedone del bianco · h2 re del bianco · a1 alfiere del bianco · d1 torre del bianco | b7 cavallo del nero · f7 cavallo del bianco · g7 pedone del nero · b6 cavallo del bianco · g6 donna del bianco · b5 alfiere del nero · c5 re del nero · d5 pedone del bianco · a4 pedone del nero · c4 pedone del nero · f4 pedone del nero · a3 pedone del bianco · c3 pedone del bianco · f3 torre del bianco · d2 pedone del bianco · g2 pedone del bianco · h2 re del bianco · a1 alfiere del bianco · d1 torre del bianco | b7 cavallo del nero · f7 cavallo del bianco · g7 pedone del nero · b6 cavallo del bianco · g6 donna del bianco · b5 alfiere del nero · c5 re del nero · d5 pedone del bianco · a4 pedone del nero · c4 pedone del nero · f4 pedone del nero · a3 pedone del bianco · c3 pedone del bianco · f3 torre del bianco · d2 pedone del bianco · g2 pedone del bianco · h2 re del bianco · a1 alfiere del bianco · d1 torre del bianco | b7 cavallo del nero · f7 cavallo del bianco · g7 pedone del nero · b6 cavallo del bianco · g6 donna del bianco · b5 alfiere del nero · c5 re del nero · d5 pedone del bianco · a4 pedone del nero · c4 pedone del nero · f4 pedone del nero · a3 pedone del bianco · c3 pedone del bianco · f3 torre del bianco · d2 pedone del bianco · g2 pedone del bianco · h2 re del bianco · a1 alfiere del bianco · d1 torre del bianco | b7 cavallo del nero · f7 cavallo del bianco · g7 pedone del nero · b6 cavallo del bianco · g6 donna del bianco · b5 alfiere del nero · c5 re del nero · d5 pedone del bianco · a4 pedone del nero · c4 pedone del nero · f4 pedone del nero · a3 pedone del bianco · c3 pedone del bianco · f3 torre del bianco · d2 pedone del bianco · g2 pedone del bianco · h2 re del bianco · a1 alfiere del bianco · d1 torre del bianco | b7 cavallo del nero · f7 cavallo del bianco · g7 pedone del nero · b6 cavallo del bianco · g6 donna del bianco · b5 alfiere del nero · c5 re del nero · d5 pedone del bianco · a4 pedone del nero · c4 pedone del nero · f4 pedone del nero · a3 pedone del bianco · c3 pedone del bianco · f3 torre del bianco · d2 pedone del bianco · g2 pedone del bianco · h2 re del bianco · a1 alfiere del bianco · d1 torre del bianco | b7 cavallo del nero · f7 cavallo del bianco · g7 pedone del nero · b6 cavallo del bianco · g6 donna del bianco · b5 alfiere del nero · c5 re del nero · d5 pedone del bianco · a4 pedone del nero · c4 pedone del nero · f4 pedone del nero · a3 pedone del bianco · c3 pedone del bianco · f3 torre del bianco · d2 pedone del bianco · g2 pedone del bianco · h2 re del bianco · a1 alfiere del bianco · d1 torre del bianco | 1 |
|   | a | b | c | d | e | f | g | h |   |

Soluzione:
1. Th1!  (blocco)  1. ...Ad7/e8

2. Db1!  (minaccia 3. Db4 matto)

2. ...Ab5  (forzata per chiudere la colonna 'b')

3. Dg1  matto.
oppure:

1. … Cb7 muove

2. Dg6-d6 matto.
La mossa di torre d1-h1 sembra assurda, in quanto non crea alcuna minaccia, ma ha lo scopo di sgombrare la prima traversa per permettere alla donna di raggiungere la casa g1, in cui avverrà il matto nella variante principale. La mossa "chiave" Td1-h1 può essere trovata solo se si riesce a capire l'idea (il tema) della composizione.